# 大卫·奥东科尔
大衛·奥东科尔（德語：David Odonkor，1984年2月21日—）出生於德國北莱茵-威斯特法伦州城市宾德的德國足球員，司職右翼。奧當高是個混血兒，他父親為加納人，母親則是德國人，曾經入選德國國家隊，現時已退役。

## 球會生涯
奧當高於1998年加入德國球會多蒙特的青年軍，三年後獲提升為一隊成員。2002年3月3日，他初次於德國甲組聯賽亮相，該場賽事多蒙特跟聖保利打和1-1。由於之後三年間受膝傷困擾，奧當高一直只能於多蒙特一隊與二隊之間徘徊。直至2005-06年球季，奧當高終於成為多蒙特主力，全季上陣33場，其中26場為正選。
在2006年世界盃足球賽結束後，奧當高被西甲球會皇家貝迪斯以600萬歐元轉會費收購，正式走出海外。第一季因膝傷只上陣13場，第二季再因膝傷缺陣三個月，康復失去正選，多數在比賽中後備上陣。
2010-11年度球季結束後，奧當高與皇家貝迪斯約滿，曾經到蘇格蘭超級足球聯賽球隊流浪者試腳惟未獲留用，後加盟德國足球乙級聯賽球隊亞琛。

## 國家隊
2006年5月15日，德國國家隊教練奇連士文公佈了2006年世界盃足球賽的大軍名單。之前從未入選過國家隊，並且不在初選名單中的奧當高，令人驚訝地榜上有名。2006年5月30日，奧當高於德國與日本賽和2--2的熱身賽中後備上陣，正式初次登上了國際足球的大舞台。
2006年世界盃足球賽，奧當高一共上陣四次，全部為後備入替。其中分組賽對波蘭一役，他於補時階段助攻予紐維利入球，成為球隊以1-0勝出的間接功臣。

## 個人特色
奧當高擁有驚人的速度，只需大約10.9秒的時間便可完成100米，可謂擔任翼鋒的上佳材料。可是，他的個人技術只屬一般，盤扭方式不夠多變，往往只能單憑速度去突破對手的防線，傳中球的質素亦不夠穩定。另外，他的入球把握能力更是弱點所在，故此直至2006年夏天為止，奧當高於73場德甲賽事中只入兩球，埋門能力實在有待改善。

## 外部連結
- 奧當高官方網站